# Contarinia istriana
Contarinia istriana är en tvåvingeart som beskrevs av Janezic 1980. Contarinia istriana ingår i släktet Contarinia och familjen gallmyggor. Inga underarter finns listade i Catalogue of Life.